# Cerotainia argyropyga
Cerotainia argyropyga är en tvåvingeart som beskrevs av Hermann 1912. Cerotainia argyropyga ingår i släktet Cerotainia och familjen rovflugor.
Artens utbredningsområde är Peru. Inga underarter finns listade i Catalogue of Life.